# Kaiu
Kaiu è un comune rurale dell'Estonia centrale, nella contea di Raplamaa. Il centro amministrativo è l'omonimo borgo (in estone alevik).

## Geografia antropica
Oltre al capoluogo, il comune comprende 12 località (in estone küla): Karitsa, Kasvandu, Kuimetsa, Oblu, Põlliku, Suurekivi, Tamsi, Tolla, Toomja, Vahastu, Vana-Kaiu, Vaopere